# مقبرة الشيخ معروف
مقبرة الشيخ معروف وتعرف قديماً باسم مقبرة الشونيزية، أو مقبرة باب الدير العتيقة وهي من المعالم الأثرية والتأريخية لبغداد، وتقع في أرض واسعة تحيط بمسجد يعرف بجامع ومرقد الشيخ معروف الكرخي، وهو من صلحاء بغداد المعروفين بالتصوف والزهد، المتوفي سنة 200هـ/815م، وأتخذ من بعده قبة على قبرهِ، وفي داخل مصلى (جامع الشيخ معروف) سرداب أرضي عميق وفيه بئر عميقة للماء يتبرك الناس بها خصوصاً النساء ويعتقدون فيها معتقدات خرافية بعيدة عن الشرع والدين الإسلامي، ومن المراقد الموجودة في هذه المقبرة مرقد المفسر مفتي بغداد أبو الثناء محمود الآلوسي، والعلامة عبد الرحمن الآلوسي، وهناك مرقد بارز يضم الشيخ طه والشيخ نوري الشيرواني، ومرقد يزوره الناس يعرف بمرقد الشيخ مشيوح، وفي المقبرة غرفة واسعة تضم مراقد علماء آل السنوي، ومثلها غرفة لآل الحريري، وفي طرف منها مرقد السيدة زبيدة تعلوهُ منارة مخروطية الشكل، وهي ليست زبيدة زوج هارون الرشيد بل هو مرقد السيدة زمرد خاتون أم الناصر لدين الله العباسي، وقربها قبر عائشة خاتون أم أحمد باشا والي بغداد وزوجة حسن باشا الوالي في العهد العثماني، وفي داخل المصلى بجامع الشيخ معروف مراقد ظاهرة لآل السويدي، ولآل القشطيني، وتحوي المقبرة الكثير من قبور علماء بغداد ومنهم الشيخ الفقيه السلفي رشيد حسن الكردي، وخلف الجامع مبنى مرقد بهلول الكوفي الذي عاصر الخليفة هارون الرشيد وتوفي عام 190هجرية، وبقربهِ قبر بابا نانك، الذي يعتبر مؤسس الديانة السيخية، وكذلك في المقبرة جامع ومرقد النبي يوشع.
ويعد جامع الشيخ معروف الكرخي الذي يقع في وسط هذه المقبرة من معالم بغداد الأثرية القديمة، ولقد جدد بناؤه الخليفة العباسي الناصر لدين الله سنة 622هـ، وهذا الجامع عبارة عن رحبة مستطيلة ممتدة من الباب الخارجي إلى باب المصلى، مصفوف على جانبيها قبور من كان معروفا بالوجاهة والصلاح على مر الازمان، ويحتوي الجامع على منارة مئذنة مبنية على الطراز البغدادي، ولقد دون عليها تاريخ إنشاؤها سنة 612هـ، وعلى يمين الداخل يقع مصلى الجامع، الذي بني من الحجر والآجر، وجدد بناؤه عدة مرات في عهد الوالي أحمد باشا (1059هـ)، والوالي عبد الرحمن باشا (1086هـ)، وآخر تعمير للجامع والمرقد كان في عام 1422هـ/2001م، من قبل وزارة الأوقاف والشؤون الدينية، وهو التعمير الذي ضاعف مساحته وأضيف إليه مرافق عديدة ومأذنة مرتفعة جديدة.